# Odontoscapus varistigma
Odontoscapus varistigma är en stekelart som beskrevs av Joseph Kriechbaumer 1894.
Odontoscapus varistigma ingår i släktet Odontoscapus och familjen bracksteklar. Inga underarter finns listade i Catalogue of Life.